# 一碘化铟
一碘化铟是一种无机化合物，化学式为InI。它可由铟和碘或三碘化铟在300~400 °C的真空中反应，或在350 °C和碘化汞反应制得：
{\displaystyle \mathrm {2\ In+I_{2}\longrightarrow 2\ InI} }
{\displaystyle \mathrm {2\ In+InI_{3}\longrightarrow 3\ InI} }
{\displaystyle \mathrm {2\ In+HgI_{2}\longrightarrow 2\ InI+Hg} }
它是红棕色反磁性固体，熔融后为黑色。它属正交晶系Cmcm空间群，晶胞参数a=475 pm，b=1276 pm，c=491 pm。